# Riserva naturale Bosco Siro Negri
La riserva naturale Bosco Siro Negri è un'area naturale protetta di proprietà dell'Università degli Studi di Pavia.

## Storia e territorio
La riserva è un piccolo lembo di Pianura Padana che fu donato all'Università degli Studi di Pavia nel 1967 da Giuseppe Negri, cittadino pavese e grande amante della natura.
Nel 1970, in occasione dell'Anno Europeo per la Conservazione della Natura, indetto dal Consiglio d'Europa, l'Università decise di vincolare il Bosco come Riserva naturale integrale alla quale, per desiderio del fondatore venne dato il nome del fratello Siro.
Il bosco Siro Negri fu istituito come Riserva naturale dallo Stato Italiano con il Decreto Ministeriale 11 dicembre 1973 del Ministero per l'Agricoltura e le Foreste.
In omaggio alle intenzioni del donatore l'Università si impegna a conservare integro il bosco, non attuando quindi alcun intervento di gestione e consentendo l'accesso solo ai fini di ricerca scientifica, educativi e di vigilanza. Grazie a queste restrizioni il Bosco Siro Negri può essere definita integrale, ed ha assunto un notevole valore naturalistico e scientifico.
La Riserva, sita sulla sponda destra del fiume Ticino, nei comuni di Pavia e Zerbolò, in provincia di Pavia, all'origine aveva una superficie di circa 10,5 ettari; nel 2008 per acquisto di un fondo confinante, già dedicato alla pioppicoltura essa ha all'incirca raddoppiato la propria superficie. È anche previsto, nel prossimo futuro, un ulteriore piccolo ampliamento territoriale che contribuirà definitivamente a garantirne la compattezza territoriale.

## Gestione
Il Bosco Siro Negri è gestito dal Dipartimento di Scienze della Terra e dell'Ambiente dell'Università degli Studi di Pavia che grazie ai finanziamenti conferiti dal Ministero dell'Ambiente e della Tutela del Territorio e del Mare ha potuto promuovere attività di ricerca scientifica ed attività didattiche e di divulgazione del suo patrimonio naturalistico.
Da non confondere con l'oasi Bosco Negri sita a Pavia in via Bramante, donata al comune dallo stesso Giuseppe Negri, la cui gestione fu affidata alla Lipu nel 1991.

## Attività e strutture ricettive
Il supporto del Ministero ha permesso di creare, presso l'orto botanico di Pavia, il Centro Didattico Divulgativo della Riserva, sede delle attività didattiche e divulgative rivolte alle scuole primarie, secondarie di primo e secondo grado ed al cittadino. Le attività sono mirate alla conoscenza dell'ambiente della Riserva, che rappresenta un vero e proprio “bosco naturale” e, in particolare, alla conoscenza diretta di alcune delle specie vegetali presenti nel bosco.
Nel centro sono state installate un'aula per lezioni, dotata di proiettore per la proiezione di filmati e documentari, un'area laboratorio e un'aula computer presso la quale si tiene un laboratorio multimediale per l'identificazione di specie erbacee e arboree attraverso l'uso della Guida Interattiva alle Piante della Riserva Naturale Integrale Bosco Siro Negri dell'Università di Pavia.

## Fauna
La componente animale del Bosco Siro Negri è particolarmente ricca e interessante. Recenti ricerche, per esempio, hanno evidenziato l'eccezionalità della fauna saproxilica (organismi che vivono nel legno morto) del biotopo, ricca di specie e di elementi faunistici unici.

## Flora
La Riserva, insieme al complesso delle altre foreste planiziali della Valle del Ticino, costituisce uno dei rari esempi di vegetazione forestale della Pianura padana con caratteristiche di buona naturalità, di ridottissimo disturbo antropico e rappresenta la fedele testimonianza di un antichissimo retaggio botanico naturalistico.